# Seven Sudamericano Masculino
El Seven Sudamericano Masculino, anteriormente llamado Seven Masculino de la CONSUR es la competencia anual de Rugby 7 en la que participan selecciones sudamericanas y centroamericanas afiliadas a la Sudamérica Rugby (SAR).
La selección argentina mayor (Pumas 7's) ha conquistado once de los trece torneos que disputó; los tres restantes han sido ganados por la selección uruguaya (Teros VII) en 2012 y 2021, y la selección chilena (Cóndores VII) en 2022 y 2024, y Colombia en 2025.

## Historia

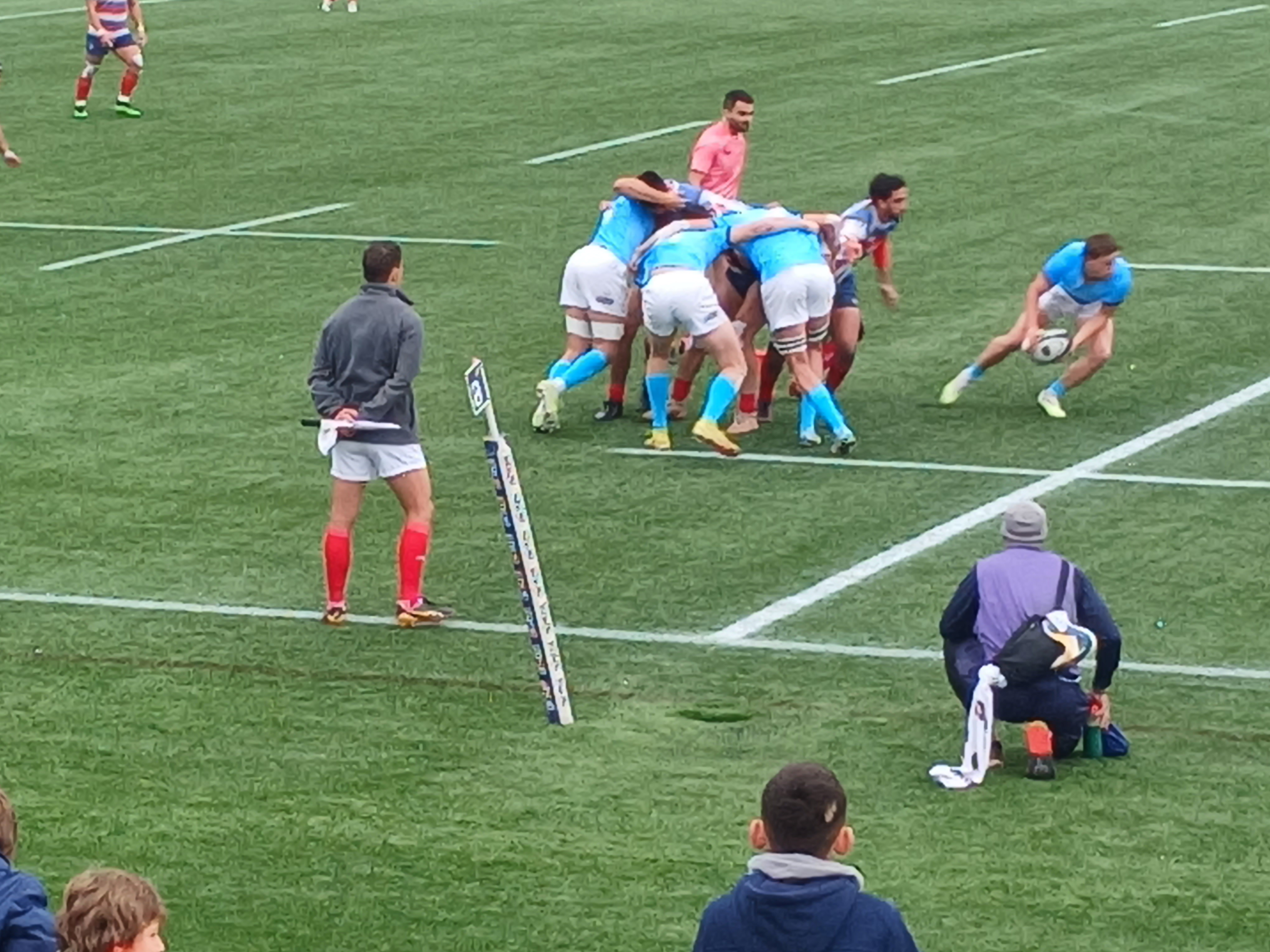
Partido entre Paraguay y Uruguay en el Seven Sudamericano de 2023

El Seven Masculino se celebra durante dos días consecutivos del verano austral y ha sido también clasificatorio para sevens de la Serie Mundial, Copa del Mundo y últimamente para el de los Juegos Panamericanos.
La primera edición se disputó en tierras paraguayas en el 2006 junto con un seven de clubes y para el siguiente año se organiza en Viña del Mar (Chile) y por primera vez junto al Seven Sudamericano Femenino. En los años 2008, 2009 y 2010 ha ido rotando el país organizador; Uruguay, Brasil y Argentina respectivamente, en los que la selección argentina había obtenido las 5 copas sin perder un solo partido.
Ya en el 2011, otra vez la Confederação Brasileira organiza el seven, la sede es la ciudad de Bento Gonçalves (RS), los Pumas VII son derrotados por primera vez en un partido por el sudamericano frente al equipo local, aun así logran su sexto título.
Para la edición del 2012 la cantidad de competidores se amplió a 10 equipos ya que la CONSUR cursó invitación a la novel Federación Ecuatoriana de Rugby cuya selección de seven debuta en un torneo oficial y a la Asociación Guatemalteca de Rugby ganadora del Campeonato Centroamericano de Rugby 7. También se destaca que la Selección de rugby 7 de Uruguay rompe con la hegemonía de títulos de Argentina al vencerla en la final de oro por 17 a 14, adjudicándose así el seven de Río de Janeiro, al año siguiente se celebró el Seven CONSUR otra vez en Río y Pumas VII obtuvo su séptimo título.
La novena edición se jugó dentro de los Juegos Suramericanos de 2014 celebrados en Santiago de Chile, por lo tanto se entregó medallas a las 3 selecciones que subieron al podio, de esta forma, la selecciones de Argentina, Uruguay y Chile consiguieron el oro, la plata y el bronce respectivamente para sus países.
El Seven Sudamericano 2015 sirvió como torneo clasificatorio a los Juegos Olímpicos de Río de Janeiro 2016.
Desde la edición 2021, Argentina no participa del torneo masculino o lo hace con un equipo juvenil.

## Sistema de disputa
Toda la etapa de clasificación se jugaba el primer día pero a partir del 2012 y con el incremento de participantes se termina en la mañana del día siguiente: Se determinan 2 grupos de igual número de integrantes; en cada uno de ellos se juega con el formato de todos contra todos. Los primeros y segundos de cada grupo clasificarán a semifinales por el título, los terceros y cuartos por el 5.º puesto de la clasificación final mientras que los quintos se enfrentarán entre sí para buscar el 9.º puesto.
La etapa de play-off se juega el segundo día: Con 4 partidos de semifinales y luego partidos por el 9.º puesto, por el 7.º, por el 5.º (final de bronce), por el 3.º (final de plata) y el último por el título (final de oro). Se determinan así la clasificación final, esto es importante para conformar los grupos para el seven del próximo año.
Al terminar cada edición se jugaban 20 partidos y cada selección disputaba 5 encuentros; actualmente con el formato ampliado de participantes se juegan 29 partidos y cada selección disputa 5 o 6 encuentros.

## Campeonatos
| Edición | Sede            | Campeón   | 2.º puesto | 3.º puesto | 4.º puesto           | 5.º puesto | 6.º puesto | 7.º puesto | 8.º puesto  | 9.º puesto | 10.º puesto |
| ------- | --------------- | --------- | ---------- | ---------- | -------------------- | ---------- | ---------- | ---------- | ----------- | ---------- | ----------- |
| 2006    | Asunción        | Argentina | Chile      | Uruguay    | Paraguay             | Brasil     | Colombia   | Venezuela  | Perú        |            |             |
| 2007    | Viña del Mar    | Argentina | Chile      | Paraguay   | Uruguay              | Brasil     | Perú       | Colombia   | Venezuela   |            |             |
| 2008    | Punta del Este  | Argentina | Uruguay    | Chile      | Brasil               | Colombia   | Perú       | Paraguay   | Venezuela   |            |             |
| 2009    | S J dos Campos  | Argentina | Chile      | Uruguay    | Brasil               | Colombia   | Paraguay   | Perú       | Venezuela   |            |             |
| 2010    | Mar del Plata   | Argentina | Uruguay    | Chile      | Brasil               | Colombia   | Paraguay   | Perú       | Venezuela   |            |             |
| 2011    | Bento Gonçalves | Argentina | Uruguay    | Brasil     | Chile                | Paraguay   | Colombia   | Perú       | Venezuela   |            |             |
| 2012    | Río de Janeiro  | Uruguay   | Argentina  | Chile      | Paraguay             | Brasil     | Perú       | Colombia   | Venezuela   | Guatemala  | Ecuador     |
| 2013    | Río de Janeiro  | Argentina | Uruguay    | Brasil     | Chile                | Colombia   | Perú       | Paraguay   | Venezuela   | Guatemala  | Ecuador     |
| 2014    | Santiago        | Argentina | Uruguay    | Chile      | Brasil               | Colombia   | Paraguay   | Perú       |             |            |             |
| 2015    | Santa Fe        | Argentina | Uruguay    | Chile      | Colombia             | Paraguay   | Venezuela  | Perú       |             |            |             |
| 2019    | Santiago        | Argentina | Brasil     | Chile      | Paraguay             | Colombia   | Uruguay    | Perú       | Costa Rica  | Venezuela  | Guatemala   |
| 2020    | Valparaíso      | Argentina | Brasil     | Chile      | Uruguay              |            |            |            |             |            |             |
| 2021    | San José        | Uruguay   | Chile      | Brasil     | Perú                 | Costa Rica | Guatemala  | Nicaragua  | El Salvador | Panamá     |             |
| 2022    | San José        | Chile     | Argentina  | Brasil     | Paraguay             | Uruguay    | Venezuela  | Costa Rica |             |            |             |
| 2023    | Montevideo      | Uruguay   | Chile      | Brasil     | Colombia             | Perú       | Paraguay   |            |             |            |             |
| 2024    | Lima            | Chile     | Brasil     | Colombia   | Paraguay             | Venezuela  | Perú       | Guatemala  | Costa Rica  |            |             |
| 2025    | Lima            | Colombia  | Chile      | Brasil     | República Dominicana | Perú       | Costa Rica | Paraguay   | Guatemala   | Ecuador    | Honduras    |

## Posiciones
- Número de veces que las selecciones ocuparon cada posición en todas las ediciones.

| Equipo               | Campeón | 2.º puesto | 3.º puesto | 4.º puesto | 5.º puesto | 6.º puesto | 7.º puesto | 8.º puesto | 9.º puesto | 10.º puesto |
| -------------------- | ------- | ---------- | ---------- | ---------- | ---------- | ---------- | ---------- | ---------- | ---------- | ----------- |
| Argentina            | 11      | 2          |            |            |            |            |            |            |            |             |
| Uruguay              | 3       | 6          | 2          | 2          | 1          | 1          |            |            |            |             |
| Chile                | 2       | 6          | 7          | 2          |            |            |            |            |            |             |
| Colombia             | 1       |            | 1          | 2          | 6          | 2          | 2          |            |            |             |
| Brasil               |         | 3          | 6          | 4          | 3          |            |            |            |            |             |
| Paraguay             |         |            | 1          | 5          | 2          | 4          | 3          |            |            |             |
| Perú                 |         |            |            | 1          | 2          | 5          | 6          | 1          |            |             |
| República Dominicana |         |            |            | 1          |            |            |            |            |            |             |
| Venezuela            |         |            |            |            | 1          | 2          | 1          | 7          | 1          |             |
| Costa Rica           |         |            |            |            | 1          | 1          | 1          | 2          |            |             |
| Guatemala            |         |            |            |            |            | 1          | 1          | 1          | 2          | 1           |
| Nicaragua            |         |            |            |            |            |            | 1          |            |            |             |
| El Salvador          |         |            |            |            |            |            |            | 1          |            |             |
| Panamá               |         |            |            |            |            |            |            |            | 1          |             |
| Ecuador              |         |            |            |            |            |            |            |            | 1          | 2           |
| Honduras             |         |            |            |            |            |            |            |            |            | 1           |